# Cantó de Calenzana
El cantó de Calenzana és una antiga divisió administrativa francesa situat al departament de l'Alta Còrsega i a la Col·lectivitat Territorial de Còrsega. Va desaparèixer el 2015.

## Geografia
El cantó és organitzat al voltant de Calenzana dins el districte de Calvi. La seva alçària varia de 0 m (Calenzana) a 2.588 metres (Manso) amb una alçària mitjana de 167 m.

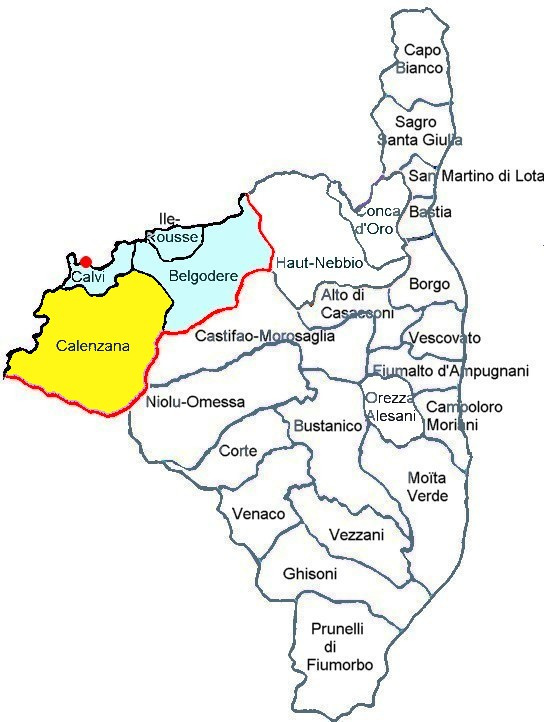
Localització del cantó de Calenzana

## Administració
| Període   | Identitat         | Partit     | Qualitat |
| --------- | ----------------- | ---------- | -------- |
| 2004-2008 | Joseph Emmanuelli | PRG        |          |
| 2008-2015 | Pierre Guidoni    | no adscrit |          |

## Composició
| Nom         | Població | Codi Postal | Codi Insee |
| ----------- | -------- | ----------- | ---------- |
| Calenzana   | 1 722    | 20214       | 2B049      |
| Galéria     | 302      | 20245       | 2B121      |
| Manso       | 106      | 20245       | 2B153      |
| Moncale     | 201      | 20214       | 2B165      |
| Montegrosso | 354      | 20214       | 2B167      |
| Zilia       | 212      | 20214       | 2B361      |

## Demografia
| 1962  | 1968  | 1975  | 1982  | 1990  | 1999  |
| ----- | ----- | ----- | ----- | ----- | ----- |
| 2.117 | 2.269 | 2.552 | 2.836 | 2.652 | 2.897 |